# Truth Be Told : Le Poison de la vérité
Pour la série télévisée de 2015, voir Truth Be Told.
Truth Be Told : Le Poison de la vérité (Truth Be Told) ou Le Poison de la vérité au Québec est une série télévisée américaine en 28 épisodes d'environ 45 minutes, adaptée du roman Le Poison de la vérité (Are You Sleeping) de Kathleen Barber, créée par Nichelle Tramble Spellman (en), également productrice et scénariste, et diffusée entre le 6 décembre 2019 et le 24 mars 2023 sur Apple TV+.

## Synopsis
En 2001, la journaliste Poppy Parnell est devenue célèbre grâce à ses investigations après le meurtre d'un professeur d'université. 19 ans plus tard, de nouvelles preuves la poussent à rencontrer l'assassin Warren Cave, qu'elle a envoyé en prison. Celui-ci, condamné à perpétuité, clame toujours son innocence et prétend qu'il a été faussement accusé.

## Distribution
Sauf indication contraire, les informations mentionnées dans cette section peuvent être confirmées par les bases de données cinématographiques IMDb et Allociné,  présentes dans la section « Liens externes ».

### Acteurs principaux
- Octavia Spencer (VF : Marie Bouvier) : Poppy Parnell
- Aaron Paul (VF : Alexandre Gillet) : Warren Cave (saison 1)
  - Hunter Doohan : Warren, adolescent (saison 1)
- Lizzy Caplan (VF : Alexandra Garijo) : Josie et Lanie Buhrman (saison 1)
  - Rebecca Huey (VF : Alice Orsat) : Josie, adolescente (saison 1)
  - Caroline Huey (VF : Alice Orsat) : Lanie, adolescente (saison 1)
- Elizabeth Perkins (VF : Brigitte Berges) : Melanie Cave (saison 1)
- Michael Beach (VF : Thierry Desroses) : Ingram Parnell (saisons 1-2)
- Mekhi Phifer (VF : Daniel Njo Lobé) : Markus Knox
- Merle Dandridge (VF : Laura Zichy) : Zarina Killebrew
- Tracie Thoms (VF : Dorothée Pousséo) : Desiree Scoville
- Haneefah Wood (en) (VF : Céline Ronté) : Cydie Scoville
- Ron Cephas Jones (VF : Jean-Michel Martial puis Greg Germain)[n 1] : Leander « Shreve » Scoville
- Kate Hudson (VF : Ingrid Donnadieu) : Micah Keith (saison 2)
- David Lyons (VF : Rémi Bichet) : l'inspecteur Aames (saisons 2 et 3)
- Katherine LaNasa (VF : Julie Dumas) : Noa Havilland (saison 2, récurrente saison 1, invitée saison 3)
- Tami Roman (VF : Sophie Vaude) : Lillian « Lily » Scoville (saisons 2 et 3, récurrente saison 1)
- Gabrielle Union (VF : Annie Milon) : Eva Pierre (saison 3)
- Mychala Faith Lee (VF : Périne Lislet) : Trini Killebrew (saison 3, récurrente saison 2)
- Rico E. Anderson (en) (VF : François Bergeron) : Herbie (saison 3)

### Acteurs récurrents
- Nicholas Bishop (VF : Guillaume Orsat) : Chuck Buhrman (saison 1)
- Annabella Sciorra (VF : Anne Massoteau) : Erin Buhrman (saison 1)
- Molly Hagan (VF : Brigitte Aubry) : Susan Carver (saison 1)
- Billy Miller (VF : Tanguy Goasdoué) : Alex Dunn (saison 1)
- Brett Cullen (VF : Guy Chapellier) : Owen Cave (saison 1)
- Everleigh McDonell : Ella Dunn (saison 1)
- Lyndon Smith (en) : Chandra Willets (saison 1)
- Christopher Backus (en) (VF : Vincent Ronsse) : Holt Rollins (saison 2)
- Alona Tal (VF : Marie Giraudon) : Ivy Abbott (saison 2)
- Peter Gallagher (VF : Guillaume Orsat) : Andrew Finney (saison 3)
- Ricardo Antonio Chavira (VF : Bernard Gabay) : Vince (saison 3)

Version française enregistrée au studio Dubbing Brothers sous la direction artistique de Guillaume Orsat, d'après une adaptation des dialogues de Rachel Campard, Caroline Vandjour, Rodolph Freytt, Olivier Lips et Virginie Lainé.
 Source et légende : version française (VF) sur RS Doublage, DSD-Doublage et selon les cartons du doublage français en fin d'épisode.

## Production

### Développement
Le 3 janvier 2018, Apple annonce le développement d'une série télévisée adaptée du roman Le Poison de la vérité de Kathleen Barber. Le 2 mai 2018, Apple annonce le démarrage de la production en commandant une première saison de dix épisodes. Le 13 juin 2018, il est révélé qu'Anna Foerster réalisera le tout premier épisode de la série. En fin de compte, la première saison ne compte que huit épisodes.
La série est renouvelée par Apple TV+ pour une seconde saison en mars 2020,, le responsable du développement chez Apple Worldwide Video, Matt Cherniss, a même déclaré « Nous sommes fier de ce spectacle puissant et de l'incroyable équipe derrière lui, et nous attendons avec impatience une deuxième saison. ». Le 16 juin 2021, le service publie un teaser, et annonce que la saison 2 débutera le 20 août suivant. La bande annonce de la nouvelle saison fut mise en ligne le 3 août. Dans le même temps il fut révélé que la saison 2 sera composée de dix épisodes.
La série est renouvelée pour une troisième saison le 7 décembre 2021 par Apple TV+, qui annonce par la même occasion l'arrivée de Maisha Closson en tant que showrunner et productrice exécutive de l'émission,.
Le 24 avril 2023, la série est annulée.

### Attribution des rôles
En janvier 2018, Octavia Spencer est confirmée pour incarner le rôle principal de la série, en juin suivant, Lizzy Caplan, Aaron Paul, Elizabeth Perkins, Mekhi Phifer, Michael Beach, Tracie Thoms, Haneefah Wood et Ron Cephas Jones ont obtenu les autres rôles principaux,.
En octobre 2020, il est révélé que Kate Hudson allait rejoindre la distribution de la série pour sa seconde saison.
En mars 2022, Apple TV+ annonce que Gabrielle Union rejoindra la distribution de la troisième saison,.

### Tournage
Le tournage a eu lieu principalement à Los Angeles en Californie, du 25 juin au 21 décembre 2018.
Le tournage de la saison 2 devrait reprendre à partir du 26 octobre 2020 après un retard dû à la pandémie de Covid-19. En février 2021, Leimert Park l'un des lieux de tournage pour la deuxième saison fut retardé en raison de la protestation contre le tournage. Le tournage a finalement déménagé dans le quartier des arts de Los Angeles au mois d'avril 2021.

### Fiche technique
- Titre original : Truth Be Told
- Titre français : Truth Be Told : Le Poison de la vérité
- Titre québécois : Le Poison de la vérité
- Création et scénario : Nichelle Tramble Spellman (en)
- Réalisation :
- Direction artistique :
- Décors :
- Costumes :
- Photographie :
- Montage :
- Musique : John Paesano
- Casting :
- Production :

Production exécutive : Octavia Spencer, Nichelle Tramble Spellman, Reese Witherspoon, Lauren Neustadter, Peter Chernin, Jenno Topping, Kristen Campo et Maisha Closson
- Société de production : Orit Entertainment, Hello Sunshine, Chernin Entertainment, Endeavor Content et With an N
- Société de distribution : Apple TV+
- Pays d'origine :  États-Unis
- Langue originale : anglais
- Format : couleur
- Genre : Drame policier
- Date de diffusion :  Mondial : 6 décembre 2019[22]

## Épisodes

### Première saison (2019)
1. Le Monstre (Monster)
2. Des voisins noirs (Black People in the Neighborhood)
3. L'Habit ne fait pas le moine (Even Salt Looks like Sugar)
4. On n'a rien sans rien (No Cross, No Crown)
5. L'Amour à mort (Graveyard Love)
6. Le Feu sous la cendre (Not Burried, Planted)
7. Survie (Live Thru This)
8. Tout ce qui était perdu (All That Was Los)

### Deuxième saison (2021)
La série fut renouvelée pour une deuxième saison en mars 2020, sa diffusion a débuté le 20 août 2021 au rythme d'un épisode par semaine.
1. Les Larmes des autres ne sont que de l'eau (Other People's Tears Are Only Water)
2. Ombres au tableau (Ghosts at the Feast)
3. Avec des si… (If Wishes Were Horses)
4. Dans une autre vie (In Another Life)
5. Mieux vaut en rire (If I Didn't Laugh, You’d Cry)
6. Les bonnes femmes ! (All These Women)
7. Loi Lanterman-Petris-Short (Lanterman-Petris-Short)
8. La vérité cachée (The Untold Story)
9. Les masques tombent (Brick by Brick It Also Falls)
10. Dernière Sortie : Oakland (Last Exit… Oakland)

### Troisième saison (2023)
Elle est prévue pour le 20 janvier 2023.
1. À la mélodie des doux oiseaux (Unto the Sweet Bird's Throat)
2. Son corps, embrassé d’inouïes douleurs (Her, Armed with Sorrow Sore)
3. Elle ne trouve ici nul ennemi (Here She Shall See No Enemy)
4. Ne la quitte jamais des yeux (Never Take Your Eyes Off Her)
5. La liberté n'est jamais donnée, elle se gagne (Freedom Is Never Given; It Is Won)
6. De ma main la pomme empoisonnée (From My Hand the Poisoned Apple)
7. La volupté de se faire des reproches (The Luxury in Self-Reproach)
8. Les ténèbres proclament la gloire de la lumière (Darkness Declares the Glory of Light)
9. Que des petits secrets (Only Little Secrets)
10. Un baiser qui répond au mien (A Kiss Not Mine Alone)

## Récompenses
- NAACP Image Awards